# Rummelhul
Rummelhul (tysk: Rummelloch og nordfrisisk Romelgat) er en større pril (tidevandsrende) mellem Hoge og Pelvorm i det nordfrisiske vadehav ud for Sydslesvigs vestkyst. Prilen, der adskiller højsandene Nørreogsand og Sønderogsand, er op til fem meter dyb. 
Rummelhulen ligger i beskyttelseszone I i  Nationalpark Slesvig-Holstensk Vadehav, prilen ligger altså i nationalparkens kerneområde med skærpede regler til blandt andet fiskerne. Syd for Rummelhulen ligger søgattet Heveren.